# Xyonysius basalis
Xyonysius basalis är en insektsart som först beskrevs av William Sweetland Dallas 1852.  Xyonysius basalis ingår i släktet Xyonysius och familjen fröskinnbaggar. Inga underarter finns listade i Catalogue of Life.